# Caxambu (kommun)
Caxambu är en kommun i Brasilien.   Den ligger i delstaten Minas Gerais, i den sydöstra delen av landet, 800 km söder om huvudstaden Brasília. Antalet invånare är 21 719.
Följande samhällen finns i Caxambu:
- Caxambu

Omgivningarna runt Caxambu är huvudsakligen savann. Runt Caxambu är det ganska tätbefolkat, med 155 invånare per kvadratkilometer.